# Phare de Socoa
Le phare de Socoa est  une maison-phare située dans le département des Pyrénées-Atlantiques, sur le territoire de la commune de Ciboure. Il se situe à proximité du sémaphore de Socoa, appartenant à la Marine nationale française et achevé en 1936.
Ce phare surplombe la baie de Saint-Jean-de-Luz et la Corniche basque. Construit en 1844 et allumé pour la première fois le 15 mars 1845, il mesure 12 mètres de hauteur et culmine à une altitude de 36 mètres par rapport au niveau de la mer.